# 1940–1941-es magyar jégkorongbajnokság
Az 5. első osztályú jégkorong bajnokság mérkőzéseit 1940. december 19. és 1941. február 12. között rendezték meg.
Ebben a szezonban vettek részt először vidéki csapatok úgy, hogy akár a bajnoki címet is megszerezhették. A bajnokságban a bécsi döntések következtében visszacsatolt területekről is részt vettek csapatok. A megnövekedett létszám miatt a selejtezőket négy körzetben (Északi, Kolozsvári, Székelyföldi és Budapesti körzet) bonyolították le, és ezek győztesei mérkőztek meg egymással a döntőben.
Egyedül a Budapesti körzet találkozóinak eredményéről maradtak fenn hiteles adatok, a vidéki körzeteknek még a résztvevői sem ismertek pontosan. Annyi bizonyos, hogy a Kolozsvárott megrendezett döntőbe végül a budapesti Budai TE, a Kolozsvári KE, a Marosvásárhelyi SE és a Kassai AC jutott be. A Kassai AC végül lemondta a szereplést.

## A körzetek végeredményei

### A budapesti körzet végeredménye
|    | Csapat          | M | GY | D | V | GK  | Pont |
| -- | --------------- | - | -- | - | - | --- | ---- |
| 1. | BBTE            | 4 | 2  | 2 | 0 | 8–6 | 6    |
| 2. | Ferencvárosi TC | 4 | 0  | 4 | 0 | 5–5 | 4    |
| 3. | BKE             | 4 | 0  | 2 | 2 | 5–7 | 2    |

### Északi körzet
1. Kassai AC

### Székelyföldi körzet
1. Marosvásárhelyi SE

2. Csíkszereda

### Kolozsvári körzet
1. Kolozsvári KE

## A bajnokság végeredménye
1. Budapesti Budai TE

2. Kolozsvári KE

3. Marosvásárhelyi SE

4. Kassai AC

## Döntő
|    | Csapat             | M | GY | D | V | GK   | Pont |
| -- | ------------------ | - | -- | - | - | ---- | ---- |
| 1. | BBTE               | 2 | 2  | 0 | 0 | 13–3 | 4    |
| 2. | Kolozsvári KE      | 2 | 1  | 0 | 1 | 3–9  | 4    |
| 3. | Marosvásárhelyi SE | 2 | 0  | 0 | 2 | 3–7  | 0    |

## A Budapesti Budai TE bajnokcsapata
Barcza Miklós, Dengl János, Fenessy László, Gáti-Grozdics László, Háray Béla, Helmeczi-Heuthaller Frigyes, Kovál János, Miklós Sándor, Rendi János, Szamosi-Sztoics Ferenc.